# Deran Sarafian
Pour les articles homonymes, voir Sarafian.
Deran Sarafian est un réalisateur, acteur, producteur et scénariste américain, né le 17 janvier 1958 à Los Angeles.

## Biographie
Fils de l'acteur et réalisateur Richard C. Sarafian, frère de l'acteur Richard Sarafian Jr. et du scénariste Tedi Sarafian, il est le neveu de Robert Altman. Marié en juin 2000 à l'actrice Laurie Fortier, ils ont eu un enfant. Il est d'origine arménienne.

## Filmographie

### comme réalisateur
- 1987 : Alien Predator
- 1989 : Sang et Passion (en) (To Die For)
- 1989 : Interzone
- 1990 : Coups pour coups (Death Warrant)
- 1992 : Back in the USSR
- 1994 : Deux doigts sur la gâchette (Gunmen)
- 1994 : The Road Killers
- 1994 : Terminal Velocity
- 1998 : Réminiscence (épisode de Buffy contre les vampires)
- 1998 : Le Flic de Shanghaï (Martial Law) (série télévisée)
- 1998 : V.I.P. (série télévisée)
- 1999 : Dangereuse conduite (Road Rage) (TV)
- 2001 : Trapped (TV)
- 2002 : La Treizième Dimension (The Twilight Zone) (série télévisée)
- 2003 : Cold Case : Affaires classées (Cold Case) (série télévisée)
- 2004 : Les Experts: Miami; Las Vegas; Manhattan (CSI: Miami; Las Vegas; NY) (série télévisée)
- 2005 : Dr House (House M.D.) (série télévisée)
- 2014 : Rush

### comme acteur
- 1983 : Le Justicier de minuit (10 to Midnight) : Dale Anders
- 1987 : Interzone
- 1988 : Zombi 3 : Ken
- 1994 : Plankton
- 1994 : Deux doigts sur la gâchette (Gunmen) : Bishop

### comme producteur
- 1987 : Alien Predator
- 2004 : Les Experts : Manhattan (CSI: NY) (série télévisée)
- 2007 : Dr House

### comme scénariste
- 1987 : Interzone
- 1987 : Alien Predator